# Apanteles astydamia
Apanteles astydamia är en stekelart som beskrevs av Nixon 1965. Apanteles astydamia ingår i släktet Apanteles och familjen bracksteklar. Inga underarter finns listade i Catalogue of Life.